# Mo Tae-Bum
Mo Tae-Bum (Hangul: 모태범, Hanja: 牟太釩; Seúl, 15 de febrero de 1989) es un patinador de velocidad sobre hielo surcoreano.

## Vida personal
Nació en Seúl, hijo de Mo Yeong-yeol y Jeong Yeon-hwa en 1989. Tiene una hermana mayor, Mo Eun-yeong. Comenzó a patinar cuando su padre lo sugirió mientras estaba en tercer grado en la Escuela Primaria Eunseok. Su participación en el equipo de patinaje de la escuela lo llevó a ganar una competencia contra la escuela primaria rival Lila, que había dominado el grupo de su edad en ese momento. Desde entonces, Mo ha sido amigo cercano de Lee Seung-Hoon, un patinador de velocidad que también ganó una medalla de plata y una de oro de los Juegos Olímpicos de 2010. Mo y su familia viven actualmente en la ciudad de Pocheon, provincia de Gyeonggi.
Estudió en la Universidad Nacional de Deporte de Corea.

## Carrera deportiva

### Carrera júnior
Su primera competencia fue en los campeonatos de distancia única de Corea del Sur que tuvieron lugar los días 23 y 24 de noviembre de 2004. Terminó décimo en la carrera de 1000 metros con un tiempo de 1:16.81 y tercero en el evento de 1500 metros con un tiempo de 1:59.47. Su siguiente evento fue el Campeonato Mundial Júnior de Patinaje de Velocidad de 2005, donde participó en los eventos de 500, 1500, 3000 y 5000 metros. Sin embargo, no terminó entre los diez primeros en ninguno de ellos, excepto en los 500 metros, en los que ocupó el quinto lugar con un tiempo de 38.21.
En 2006, asistió al campeonato de Sprint de Corea del Sur, participando en los eventos de 500 y 1000 metros y Samalog, así como en el evento de 1000 metros en el campeonato de distancia única de Corea del Sur, donde terminó en el quinto lugar con un tiempo de 1:13.99. Participó en la última competencia de su carrera júnior en el Campeonato Mundial Júnior de Patinaje de Velocidad de 2006 en Erfurt (Alemania), obteniendo el primer lugar en los 500 metros, con un tiempo de 35.83, y los 1500 metros, con un tiempo de 1:49.71.

### Carrera adulta
Antes de los Juegos Olímpicos de 2010, nunca había ganado una carrera no júnior. Su primera competencia para adultos fue en los campeonatos de distancia única de Corea del Sur de 2007. No se ubicó entre los diez primeros en un evento individual en la Copa del Mundo 2008-2009, terminando en el décimo lugar en la tabla general. En el Campeonato Mundial de Patinaje de Velocidad Individual sobre Hielo de 2009 en Richmond (Canadá), ocupó el octavo lugar en el evento de 1000 metros con un tiempo de 1:10.11 y el undécimo lugar con un tiempo de 1:48.07 en el evento de 1500 metros.
En la Universiada de Invierno 2009 en Harbin (China), ganó los eventos de 1000 y 1500 metros.

#### Vancouver 2010

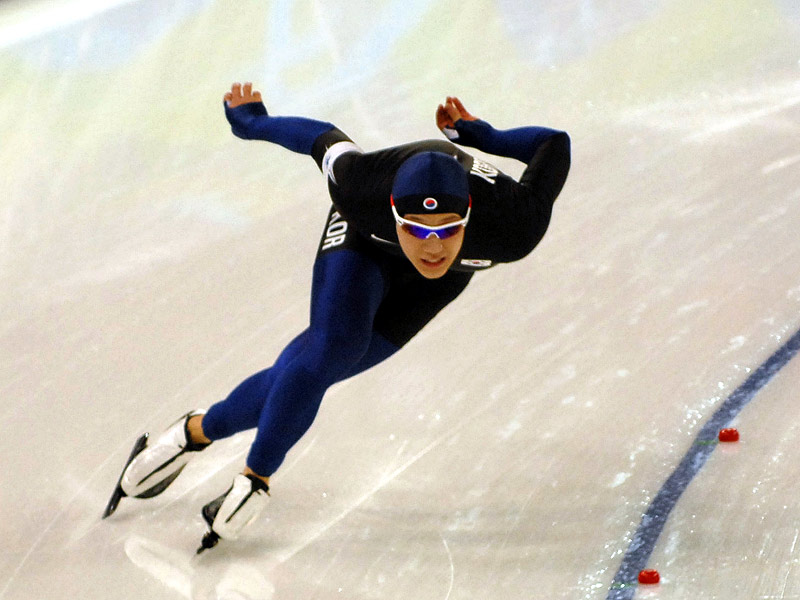
Mo compitiendo en el evento de 500 metros en Vancouver 2010.

Se clasificó para los eventos de 500, 1000 y 1500 metros en los Juegos Olímpicos de Invierno 2010 en Vancouver (Canadá), y fue un suplente en el evento de persecución por equipo masculino.
Ganó la medalla de oro en el evento de 500 metros con un tiempo de 34.92 para su primera carrera y 34.90 para su segunda. Ganó el evento en su 21° cumpleaños y fue el primer coreano en ganar una medalla de oro olímpica en un evento fuera del patinaje de velocidad sobre pista corta. Venció a sus compatriotas de Corea del Sur Lee Kang-Seok y Lee Kyou-Hyuk, que estaban clasificados uno y dos en el mundo respectivamente, y lo celebraron patinando alrededor del hielo con un casco chillón.
También ganó una medalla de plata en el evento de 1000 metros, perdiéndose la medalla de oro, ganada por Shani Davis, por 18 centésimas de segundo, pero se convirtió en el primer surcoreano en ganar dos medallas en un evento que no sea patinaje de velocidad sobre pista corta. Terminó quinto en el evento de 1500 m, con un tiempo de 1:46.47.

##### Reacciones a su medalla de oro
Ocupaba el decimocuarto lugar en el mundo, siendo una sorpresa victoria olímpica. Park Pil-Soon, jefe del departamento de asuntos internacionales del Comité Olímpico Coreano, comentó que «Mo era un desconocido, y su victoria en la medalla de oro marca el comienzo de una nueva generación de patinaje de velocidad surcoreano después de Lee Kyou-Hyuk». En una entrevista después del evento, se describió a sí mismo como un «tomador de riesgos». El presidente Lee Myung-bak envió un mensaje felicitando a Mo, llamándolo «un tesoro que reescribió la historia del patinaje de velocidad de Corea del Sur», y expresó que trajo júbilo al pueblo surcoreano con «su espíritu fuerte y excelentes habilidades». Recibió una cálida bienvenida cuando regresó a Corea.

### Pyeongchang 2018
En la ceremonia de apertura de los Juegos Olímpicos de Pyeongchang 2018, fue el atleta encargado de realizar el Juramento Olímpico.

## Récords personales
| Evento | Tiempo  |
| ------ | ------- |
| 500 m  | 34.28   |
| 1000 m | 1:07.26 |
| 1500 m | 1:42.85 |
| 3000 m | 3:58.05 |
| 5000 m | 7:03.38 |

## Filmografía

### Programas de variedades
- 2021 - King of Mask Singer - concursó como "Champion" (ep. #307)